# Siden sidst
|  | Denne artikel er oprettet af botten PalnaBot ud fra en ekstern database. Den kan derfor have sproglige fejl eller mangler. Denne skabelon kan fjernes efter kontrol af indholdet. |

Siden sidst er en dansk kortfilm fra 2000 skrevet og instrueret af Eskil Thylstrup.

## Handling
To gamle venner mødes, den ene er vagtmand, den anden indbrudstyv. På trods af gensynsglæden står de på hver deres side af loven. Filmen handler om det problematiske møde mellem gamle venner. Hvad er der sket i årene siden sidst...